# Johann Fabri

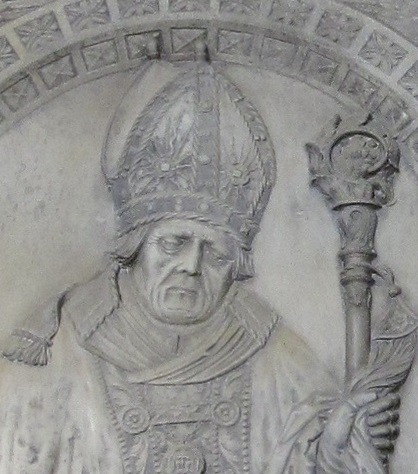
Johann Fabri. Detail des Epitaphs im Wiener Stephansdom

Johann Fabri, auch Johannes Faber (* 1478 in Leutkirch im Allgäu; † 21. Mai 1541 in Baden bei Wien) war Humanist und katholischer Bischof der Diözese Wien.

## Leben
Johann Fabri hieß eigentlich Johannes Heigerlin. Da sein Vater ein Schmied war, nannte er sich Faber oder Fabri. Er schloss das Studium der Theologie und Rechtswissenschaft in Tübingen und Freiburg mit dem Doktorat ab. Er stand in Kontakt mit dem Humanisten Erasmus von Rotterdam.
Um 1510 war Fabri Prediger in Lindau, 1513 Offizial in Basel, 1514 Pfarrer in Leutkirch und ab 1517 Generalvikar von Konstanz. 1521 ernannte ihn der Erzherzog und spätere Kaiser Ferdinand I. zu seinem Ratgeber und Diplomaten.
Fabri lernte die russische Delegation bei Kaiser Karl V. kennen. Russische Gesandte mussten während ihrer Rückkehr aus Spanien im Franziskanerkloster von Tübingen Zwischenstation machen; dort suchte Fabri weiteren Kontakt zu ihnen und galt bald beim Erzherzog als Russlandexperte. Die Niederschrift eines Gesprächs im Büchlein Ad Serenissimum Principem Ferdinandum Archiducem Austriae, Moscovitarum iuxta mare glaciale religio (Basileae 1526) stellt ein Primat in der deutschsprachigen Russlandkunde dar. Selbst Kaiser Ferdinand I. ließ es seinen Diplomaten und Juristen als Leitfaden lesen. Fabri gilt somit als einer der Mitbegründer der deutschsprachigen Russlandkunde.
Fabri hat 1523 den sogenannten „Ketzerhammer“ veröffentlicht, war 1524 Koadjutor des Bischofs Theoderich Kammerer im Bistum Wiener Neustadt und Beichtvater von Ferdinand I. geworden. 1529 erhielt er die Propstei Ofen. Er war dabei ein prominenter Verteidiger der katholischen Kirche in Deutschland gegen die Reformatoren Zwingli und Luther.
1529 reiste Johann Fabri im Auftrag von Kaiser Karl V. nach England, um von Heinrich VIII. Unterstützung im Kampf gegen die Türken zu erbitten. 1530 gehörte er der Kommission zur Überprüfung der Confessio Augustana an. 1530 wurde er Bischof von Wien; er war dort als eifriger Prediger tätig und verfasste zahlreiche polemische Schriften. 1538 ernannte er Friedrich Nausea zum Koadjutor, der ihm später als Bischof nachfolgte.
1539/40 gründete er in den Räumlichkeiten des früheren Kollegiums St. Nikolaus das dreisprachige Studentenkonvikt St. Nikolaus in Wien (Collegium trilingue), eine Stipendienstiftung. Dieser, schon 1545 wieder aufgehobenen Institution, vermachte er auch seine große Bibliothek.

## Rezeption
Georg May fasste 1983 zusammen: Johann Fabri war sittlich einwandfrei und stand fest im katholischen Glauben. Er war einer der wenigen Bischöfe jener Zeit, die eine starke seelsorgliche Ader hatten; unermüdlich war er tätig, um Glauben und Frömmigkeit im Volke zu erhalten. Er war ein beflissener und gewandter Verkündiger des Wortes Gottes. Der Nuntius Vergerio stellte ihm ein gutes Zeugnis wegen seines Predigteifers aus.

## Ehrungen
1894 wurde die Heigerleinstraße in Wien-Ottakring (16. Bezirk) und Hernals (17. Bezirk) nach ihm benannt, außerdem der Bischof-Faber-Platz in Gersthof im 18. Wiener Gemeindebezirk Währing.

## Werke (Auszug)
- Ad Serenissimum Principem Ferdinandum Archiducem Austriae, Moscovitarum iuxta mare glaciale religio. Basileae 1526.
- Constantiensis in spiritualibus vicarii opus adversus nova quaedam et a Christiana religione prorsus aliena dogmata Martini Lutheri. Rom 1522, Leipzig 1523, Köln 1524 als Malleus in haeresim Lutheranam. link
- Opera. 3 Bände. Köln 1537–41.